# Enrico Catalano
Enrico Catalano (Venezia, 6 agosto 1983) è un nuotatore italiano.

## Biografia
Primatista italiano nelle distanze dei 50 e 100 metri dorso negli anni 2005-2006-2007.
Più volte campione italiano nel dorso, 7 volte record italiano assoluto, è stato vicecampione italiano anche nei 50 e 100 metri delfino.
È stato il primo primatista italiano della storia nei 50m dorso, battendo il limite imposto dalla FIN quando la gara è stata introdotta attorno al 2000 nelle competizioni italiane ed europee per poi arrivare anche nella programmazione mondiale.
Ha partecipato a molte nazionali, tra cui 2 giochi del mediterraneo, 3 Universiadi ,4 Europei, 4 Coppa del mondo, 1 Mondiale.
Medagliato alle universiadi di Belgrado 2009, giochi del mediterraneo Almeria 2005, Pescara 2009. Coppa del Mondo Parigi 2002.
Finalista europeo nei 100m dorso.

## Palmarès
- Giochi del Mediterraneo

Pescara 2009: bronzo nella 4x100m misti.
- Universiadi

Belgrado 2009: argento nella 4x100m misti.